# Liste der Naturschutzgebiete in der Oberpfalz
Die Liste der Naturschutzgebiete in der Oberpfalz bindet folgende Listen der Naturschutzgebiete in Oberpfälzer Landkreisen und Städten aus dem Artikelnamensraum ein:
- Liste der Naturschutzgebiete im Landkreis Amberg-Sulzbach
- Liste der Naturschutzgebiete im Landkreis Cham
- Liste der Naturschutzgebiete im Landkreis Neumarkt in der Oberpfalz
- Liste der Naturschutzgebiete im Landkreis Neustadt an der Waldnaab
- Liste der Naturschutzgebiete in der Stadt Regensburg
- Liste der Naturschutzgebiete im Landkreis Regensburg
- Liste der Naturschutzgebiete im Landkreis Schwandorf
- Liste der Naturschutzgebiete im Landkreis Tirschenreuth

Die Auswahl entspricht dem Regierungsbezirk Oberpfalz. Im Regierungsbezirk gibt es 63 Naturschutzgebiete. Die Abweichung der Anzahl der Schutzgebiete zwischen der Grünen Liste und dieser Liste ist in vernachlässigbaren Überschneidungen begründet. Das größte Naturschutzgebiet im Bezirk ist die Regentalaue zwischen Cham und Pösing.
| Grubenfelder Leonie                                                  |                              | NSG-00513.01 WDPA: 163390    | Landkreis Amberg-Sulzbach | Auerbach in der Oberpfalz Sichtbare Senkungen und Verwerfungen die auf das Einstürzen unterirdischer Hohlräume zurückzuführen sind.                                                 | ⊙     | 87,41    | 1996 |
| Pegnitzau zwischen Ranna und Michelfeld                              |                              | NSG-00548.01 WDPA: 318939    | Landkreis Nürnberger Land, Landkreis Amberg-Sulzbach, Landkreis Bayreuth | Neuhaus, Auerbach, Pegnitz Talauen. Flächenaufteilung: Landkreis Nürnberger Land = 99,34 ha Landkreis Amberg-Sulzbach = 79,83 ha Landkreis Bayreuth = 19,24 ha                      | ⊙     | 198,71   | 1998 |
| Schergenbuck mit Schloß Neidstein                                    |                              | NSG-00096.01 WDPA: 82519     | Landkreis Amberg-Sulzbach | Etzelwang Landeskulturell bedeutsamer Höhenrücken mit artenreichen Laubwaldbestand.                                                                                                 | ⊙     | 17,65    | 1973 |
| Unteres Pfistertal nördlich von Vilshofen                            | BW                           | NSG-00357.01 WDPA: 166023    | Landkreis Amberg-Sulzbach | Vilshofen Vielzahl der im Naturraum Mittlere Frankenalb vorkommenden Lebensräume.                                                                                                   | ⊙     | 13,72    | 1989 |
| Wüstung Großenfalz                                                   | BW                           | NSG-00308.01 WDPA: 166383    | Landkreis Amberg-Sulzbach | Großenfalz Außerordentlich artenreicher Lebensraum. | ⊙     | 6,91     | 1987 |
| Hölle                                                                |                              | NSG-00048.01 WDPA: 81919     | Landkreis Cham, Landkreis Regensburg | Rettenbach, Brennberg Typischer Bach des Falkensteiner Vorwaldes. LK Cham 16,45 ha, LK Regensburg 2,25 ha                                                                           | ⊙     | 18,70    | 1976 |
| Kleiner Arbersee                                                     |                              | NSG-00546.01 WDPA: 164117    | Landkreis Cham | Lohberg Künstlicher Aufstau eines kleinen natürlichen Sees zum Zwecke der Holztrift.                                                                                                | ⊙     | 410,59   | 1998 |
| Moorgebiet bei Arrach                                                |                              | NSG-00504.01 WDPA: 164674    | Landkreis Cham | Arrach Moorgebiet mit verschiedenen Moorentwicklungsstadien. | ⊙     | 12,75    | 1995 |
| Neubäuer Weiher                                                      |                              | NSG-00429.01 WDPA: 164784    | Landkreis Cham | Neubäu Flachwasserzonen sowie die angrenzende Waldfläche. | ⊙     | 34,33    | 1992 |
| Pfahl-Ruine Schwärzenberg                                            |                              | NSG-00033.01 WDPA: 82321     | Landkreis Cham | Roding Deutlich zu Tage tretendes Pfahlquarz und Burgruine. | ⊙     | 0,93     | 1941 |
| Ponnholzbachtal                                                      |                              | NSG-00392.01 WDPA: 165020    | Landkreis Cham | Arnschwang Bedeutung für gefährdete, störungsempfindliche Vogelarten. | ⊙     | 30,18    | 1991 |
| Regentalaue zwischen Cham und Pösing                                 |                              | NSG-00746.01 WDPA: 555514017 | Landkreis Cham | Cham, Pemfling, Pösing, Roding Flusstal und Auengebiet des Regen zwischen Cham und Pösing.                                                                                          | ⊙     | 1.427,15 | 2010 |
| Regentalhänge zwischen Kirchenrohrbach und Zenzing                   |                              | NSG-00497.01 WDPA: 165121    | Landkreis Cham | Walderbach, Roding Naturnahe Flusslandschaft sowie die historische Nutzung der Hänge als Niederwald.                                                                                | ⊙     | 22,46    | 1995 |
| Schloßberg von Sattelpeilnstein                                      |                              | NSG-00049.01 WDPA: 14480     | Landkreis Cham | Traitsching Beobachtungsobjekt für natürliche Wiederbewaldungsprozesse. | ⊙     | 6,80     | 1950 |
| Schloßpark Falkenstein                                               |                              | NSG-00139.01 WDPA: 319077    | Landkreis Cham | Falkenstein Bewaldeter Granitkegel mit erhaltener Burganlage. | ⊙     | 13,73    | 1981 |
| Albtrauf bei Pollanten                                               |                              | NSG-00148.01 WDPA: 81261     | Landkreis Neumarkt in der Oberpfalz | Pollanten Zahlreiche Quellaustritte und charakteristische Buchenwaldgesellschaften.                                                                                                 | ⊙     | 23,70    | 1982 |
| Deusmauer Moor                                                       |                              | NSG-00130.01 WDPA: 81521     | Landkreis Neumarkt in der Oberpfalz | Deusmauer Umfangreicher Niedermoorkomplex an der Schwarzen Laaber. Bedeutsam wegen des Vorkommens von seltenen Pflanzen als Eiszeitrelikte.                                         | ⊙     | 71,83    | 1952 |
| Neumarkter Sanddünen                                                 |                              | NSG-00231.01 WDPA: 164798    | Landkreis Neumarkt in der Oberpfalz | Neumarkt in der Oberpfalz Während der Würmeiszeit wurden Sande aus dem Nürnberger Becken u. a. an den Albanstieg verblasen und lagerten sich dort in mächtigen Binnendünen ab.      | ⊙     | 65,15    | 1985 |
| Tal der Weißen Laaber bei Deining                                    |                              | NSG-00327.01 WDPA: 165813    | Landkreis Neumarkt in der Oberpfalz | Deining Reich strukturierter Talabschnitt mit vielfältigem Lebensraumspektrum für feuchtgebietsgebundene Tier- und Pflanzenarten.                                                   | ⊙     | 29,06    | 1987 |
| Vogelfreistätte Schwarzachwiesen bei Freystadt                       | BW                           | NSG-00331.01 WDPA: 166077    | Ebenried, Freystadt Großer Wiesenkomplex mit teilweise extensiv genutzten Wiesen, der einen wichtigen Lebensraum für störungsempfindliche, wiesenbrütende Vogelarten bietet. Landkreis Neumarkt in der Oberpfalz: 20,83 ha, Landkreis Roth: 21,41 ha | ⊙ | 42,24 | 1988     |      |
| Weiße Laaber bei Waltersberg                                         |                              | NSG-00193.01 WDPA: 82883     | Landkreis Neumarkt in der Oberpfalz | Waltersberg Vielfältig strukturierter und naturnaher Talabschnitt der Weißen Laaber. Als Feuchtgebietskomplex von großer Bedeutung für gefährdete Tier- und Pflanzenarten.          | ⊙     | 35,92    | 1983 |
| Wolfsberg bei Dietfurt                                               |                              | NSG-00436.01 WDPA: 166352    | Landkreis Neumarkt in der Oberpfalz | Dietfurt an der Altmühl Standortvielfalt mit einer außerordentlich hohen Zahl an Pflanzengesellschaften, insbesondere von Mager- und Trockenstandorten, die z. T. sehr selten sind. | ⊙     | 119,70   | 1993 |
| Dost                                                                 |                              | NSG-00001.01 WDPA: 81549     | Landkreis Neustadt an der Waldnaab | Floß Blockmeer aus mächtigen, gerundeten Granitblöcken. | ⊙     | 11,23    | 1988 |
| Eschenbacher Weihergebiet                                            | BW                           | NSG-00364.01 WDPA: 163001    | Landkreis Neustadt an der Waldnaab | Eschenbach in der Oberpfalz Wassergebundene und amphibische Lebensgemeinschaften.                                                                                                   | ⊙     | 101,97   | 2003 |
| Etzenrichter Kirchberg                                               |                              | NSG-00005.01 WDPA: 81635     | Landkreis Neustadt an der Waldnaab | Etzenricht Unbewaldeter Höhenrücken, der von einer aus dem 14. Jahrhundert stammenden evangelischen Kirche gekrönt wird.                                                            | ⊙     | 5,92     | 1938 |
| Lerautal bei Leuchtenberg                                            |                              | NSG-00004.01 WDPA: 82089     | Landkreis Neustadt an der Waldnaab | Leuchtenberg Talabschnitt der Lerau mit angrenzenden Waldgebieten. | ⊙     | 90,96    | 1938 |
| Naturwaldreservat Gscheibte Loh                                      | BW                           | NSG-00138.01 WDPA: 82214     | Landkreis Neustadt an der Waldnaab | Manteler Forst Feuchte Niederungen, in denen sich Torflager befinden. | ⊙     | 108,96   | 1981 |
| Niedermoorgebiet bei Georgenberg                                     | BW                           | NSG-00484.01 WDPA: 164809    | Landkreis Neustadt an der Waldnaab | Georgenberg Umfangreicher Feuchtgebietskomplex. | ⊙     | 63,20    | 1994 |
| Parkstein                                                            |                              | NSG-00002.01 WDPA: 82305     | Landkreis Neustadt an der Waldnaab | Parkstein Im Tertiär entstandener Vulkankegel, in dessen Schlot die Lava langsam erkaltete.                                                                                         | ⊙     | 2,82     | 1937 |
| Schießlweiher bei Schwarzenbach                                      | BW                           | NSG-00547.01 WDPA: 319065    | Landkreis Neustadt an der Waldnaab | Schwarzenbach Teil einer alten Weiherkette. | ⊙     | 27,73    | 1998 |
| Schloßberg Flossenbürg                                               |                              | NSG-00010.01 WDPA: 165419    | Landkreis Neustadt an der Waldnaab | Flossenbürg Steil aufragende Granitkuppe mit einer großartig gelegenen Burgruine.                                                                                                   | ⊙     | 16,50    | 1939 |
| Torflohe und Pfrentschwiese                                          | BW                           | NSG-00310.01 WDPA: 165929    | Landkreis Neustadt an der Waldnaab | Eslarn Lebensräume mit ihrem störungsempfindlichen Artenspektrum. | ⊙     | 172,06   | 1987 |
| Vogelfreistätte Großer Rußweiher                                     |                              | NSG-00058.01 WDPA: 82795     | Landkreis Neustadt an der Waldnaab | Eschenbach in der Oberpfalz Wassergebundene und amphibische Lebensgemeinschaften.                                                                                                   | ⊙     | 137,15   | 1951 |
| Vogelfreistätte Weiherhammer                                         | BW                           | NSG-00014.01 WDPA: 82810     | Landkreis Neustadt an der Waldnaab | Weiherhammer Wasserfläche und Verlandungszonen. | ⊙     | 19,38    | 1939 |
| Am Keilstein                                                         |                              | NSG-00015.01 WDPA: 164046    | Regensburg | Regensburg Wichtiges Rückzugsgebiet extrem wärme- und trockenheitsliebender Tier- und Pflanzenarten.                                                                                | ⊙     | 46,40    | 1939 |
| Brandlberg                                                           |                              | NSG-00510.01 WDPA: 162533    | Regensburg | Regensburg Große, zusammenhängende Halbtrockenrasen mit weitläufigen Heckenstrukturen.                                                                                              | ⊙     | 40,77    | 1994 |
| Südöstliche Juraausläufer bei Regensburg                             |                              | NSG-00430.01 WDPA: 165789    | Regensburg | Regensburg Halbtrockenrasen und wärmeliebende Saumgesellschaften. | ⊙     | 24,75    | 1992 |
| Drabafelsen                                                          | BW                           | NSG-00043.01 WDPA: 81551     | Landkreis Regensburg | Nittendorf Vorkommen der Eibe. Begehbarkeit: Das Betreten des Gebietes ist untersagt.                                                                                               | ⊙     | 0,38     | 1937 |
| Eichenberg                                                           |                              | NSG-00230.01 WDPA: 162885    | Landkreis Regensburg | Kallmünz Wertvolles Zeugnis einer extensiven Kulturlandschaft. | ⊙     | 32,58    | 1990 |
| Gmünder Au                                                           |                              | NSG-00411.01 WDPA: 163267    | Landkreis Regensburg | Pfatter Altwasserbereich mit großflächigen, extensiv genutzten Wiesen, Tümpeln mit Verlandungszonen sowie Gehölzbeständen der Weichholzaue.                                         | ⊙     | 181,02   | 1992 |
| Greifenberg und Waltenhofener Hänge                                  | BW                           | NSG-00391.01 WDPA: 163315    | Landkreis Regensburg | Pettendorf Wärmeliebende Saum- und Waldgesellschaften mit hohem Anteil extrem wärmeliebender Pflanzen- und Tierarten.                                                               | ⊙     | 40,67    | 1991 |
| Hölle                                                                |                              | NSG-00048.01 WDPA: 81919     | Landkreis Cham, Landkreis Regensburg | Rettenbach, Brennberg Typischer Bach des Falkensteiner Vorwaldes. LK Cham 16,45 ha, LK Regensburg 2,25 ha                                                                           | ⊙     | 18,70    | 1976 |
| Hutberg bei Fischbach                                                |                              | NSG-00413.01 WDPA: 163834    | Landkreis Regensburg | Kallmünz Südexponierter, weitgehend unbewaldeter Hangbereich. | ⊙     | 19,92    | 1992 |
| Mattinger Hänge                                                      |                              | NSG-00037.01 WDPA: 82144     | Landkreis Kelheim, Landkreis Regensburg | Matting Bewaldete Hangleite mit markanten Felsformationen. LK Kelheim 11,25 ha, LK Regensburg 48,05 ha                                                                              | ⊙     | 59,30    | 1941 |
| Max-Schultze-Steig                                                   |                              | NSG-00018.01 WDPA: 82148     | Landkreis Regensburg, Regensburg | Regensburg Rückzugsgebiet wärmeliebender Pflanzengesellschaften. Stadt Regensburg 7,44 ha, LK Regensburg 5,01 ha                                                                    | ⊙     | 12,45    | 1939 |
| Pfatterer Au                                                         |                              | NSG-00394.01 WDPA: 164994    | Landkreis Regensburg | Pfatter Stromtallandschaft der Donau mit dem typischen, vielfältigen Lebensraumspektrum.                                                                                            | ⊙     | 343,81   | 1991 |
| Stöcklwörth                                                          |                              | NSG-00365.01 WDPA: 165751    | Landkreis Regensburg | Pfatter, Wörth an der Donau Lebensraum und Rückzugsgebiet wiesenbrütender Vogelarten.                                                                                               | ⊙     | 67,65    | 1989 |
| Westliche Naabtalhänge bei Pielenhofen                               | BW                           | NSG-00412.01 WDPA: 319319    | Landkreis Regensburg | Brunn Typische Waldgesellschaften der Talhänge des Jura. | ⊙     | 54,02    | 1992 |
| Wuzenfelsen                                                          |                              | NSG-00356.01 WDPA: 166386    | Landkreis Regensburg | Hemau, Deuerling Naturnaher Mischwald, mit Saumgesellschaften und Resten von ehemals genutzten Halbtrockenrasen.                                                                    | ⊙     | 13,96    | 1989 |
| Charlottenhofer Weihergebiet                                         |                              | NSG-00343.01 WDPA: 162674    | Landkreis Schwandorf | Schwandorf, Wackersdorf, Schwarzenfeld, Schwarzach bei Nabburg Rest eines alten Teichgebietes.                                                                                      | ⊙     | 861,66   | 1988 |
| Hirtlohweiher bei Schwandorf                                         |                              | NSG-00437.01 WDPA: 163701    | Landkreis Schwandorf | Schwandorf, Steinberg am See Wasserfläche im Zentrum sowie umfangreiche Verlandungsbereiche.                                                                                        | ⊙     | 64,17    | 1993 |
| Pfahl                                                                |                              | NSG-00022.01 WDPA: 82318     | Landkreis Schwandorf | Bodenwöhr, Neunburg vorm Wald Quarz aus dem umgebenden weicheren Gestein markant herausgewittert.                                                                                   | ⊙     | 172,60   | 1939 |
| Prackendorfer und Kulzer Moos                                        |                              | NSG-00328.01 WDPA: 165031    | Landkreis Schwandorf | Prackendorf Hoch-, Übergangs- und Niedermoorbereiche mit dem entsprechenden Vegetationsspektrum.                                                                                    | ⊙     | 80,54    | 1987 |
| Weichselbrunner Weiher und Trockenkiefernwald bei Bodenwöhr          |                              | NSG-00435.01 WDPA: 166198    | Landkreis Schwandorf | Bodenwöhr Größtenteils trockene, flechtenreiche Sandkiefernwälder. | ⊙     | 106,56   | 1993 |
| Wald- und Heidelandschaft östlich von Bodenwöhr und Bruck i. d. OPf. | BW                           | NSG-00756.01                 | Landkreis Schwandorf | Bodenwöhr, Bruck Mosaik an wärmeliebenden Sandkiefernwäldern, trockenen Saumstrukturen, Zwergstrauchheiden, Sandmagerrasen und wechselfeuchten Mulden.                              | ⊙     | 283,6    | 2016 |
| Föhrenbühl                                                           | BW                           | NSG-00131.01 WDPA: 81683     | Landkreis Tirschenreuth | Erbendorf Schütter bewaldeter Serpentinitrücken. | ⊙     | 33,73    | 1999 |
| Großer Teichelberg                                                   | Blick zum Großen Teichelberg | NSG-00507.01 WDPA: 163364    | Landkreis Tirschenreuth | Pechbrunn Gestufte und reich gegliederte Edellaubholzmischwaldbestände. | ⊙     | 118,94   | 1996 |
| Hirschberg- und Heidweiher in der Gabellohe                          |                              | NSG-00161.01 WDPA: 81887     | Landkreis Tirschenreuth | Immenreuth Teichlandschaft der Gabellohe. | ⊙     | 28,18    | 1982 |
| Langweiher Moor                                                      | BW                           | NSG-00269.01 WDPA: 164373    | Landkreis Tirschenreuth | Kastl Übergangsmoor | ⊙     | 15,45    | 1986 |
| Moorgebiet bei Bärnau                                                |                              | NSG-00466.01 WDPA: 164675    | Landkreis Tirschenreuth | Bärnau Regional charakteristische Feuchtgebietstypen. | ⊙     | 37,54    | 1994 |
| Waldnaabtal                                                          |                              | NSG-00050.01 WDPA: 82857     | Landkreis Neustadt an der Waldnaab, Landkreis Tirschenreuth | Falkenberg, Windischeschenbach Felsblockmeere im Gewässer. LK Neustadt an der Waldnaab 28,78 ha, LK Tirschenreuth 153,55 ha                                                         | ⊙     | 182,33   | 1950 |
| Wondrebaue                                                           |                              | NSG-00358.01 WDPA: 166359    | Landkreis Tirschenreuth | Tirschenreuth Naturnaher Talabschnitt der Wondreb. | ⊙     | 213,04   | 1989 |
| Legende für Naturschutzgebiet                                        |                              |                              | | |       |          |      |